# Zoltán Horváth (polityk)
Zoltán Horváth (ur. 8 listopada 1968 w Šaľi) – słowacki polityk i przedsiębiorca, poseł do Rady Narodowej.

## Życiorys
W latach 1983–1987 kształcił się w średniej szkole hotelarskiej w miejscowości Piešťany, po czym pracował w branży hotelarsko-gastronomicznej oraz jako prywatny przedsiębiorca. W 1999 podjął studia na Wydziale Pedagogicznym Uniwersytetu Komeńskiego w Bratysławie, które ukończył w 2004.
W latach 1994–1999 był wiceprzewodniczącym rady powiatu Galanta. W 2000 przystąpił do SDKÚ, organizował jego struktury w powiecie. Od 2002 wykonuje mandat posła do Rady Narodowej z ramienia SDKÚ (SDKÚ-DS). W 2012 uzyskał reelekcję na czwartą z rzędu kadencję.